# 亚历山德罗·帕约拉
亚历山德罗·帕约拉（義大利語：Alessandro Pajola，1999年11月9日—），意大利男子篮球运动员，场上位置是控球后卫。他曾代表意大利国家队参加2020年夏季奥林匹克运动会男子篮球比赛。